# Układ jednostek miar MTS
Układ jednostek miar MTS (Metr Tona Sekunda) –  wprowadzony we Francji w 1919, używany też w ZSRR (1933 - 1955) układ jednostek miar, później zastąpiony przez układ SI.
Jednostki podstawowe: metr (m), tona (t), sekunda (s).
Jednostki pochodne:
- siła: 1 sten (z gr. σθένος „siła”) = 1000 niutonów = 1 kN
- energia: 1 steno-metr = 1000 dżuli = 1 kJ
- moc: 1 steno-metr na sekundę = 1000 watów = 1 kW
- ciśnienie: 1 piez (z gr. πιέζω „sciskam”) = 1000 paskali = 1 kPa
- ciepło: 1  termia = 1000 kilokalorii = 1 Mcal